# Delena cancerides
Espèce
Synonymes
- Delena impressa C. L. Koch, 1845

Delena cancerides est une espèce d'araignées aranéomorphes de la famille des Sparassidae.

## Distribution
Cette espèce se rencontre originellement en Australie mais a été introduite en Nouvelle-Zélande, où elle est parfois connue sous le nom d'araignée d'Avondale.

## Description

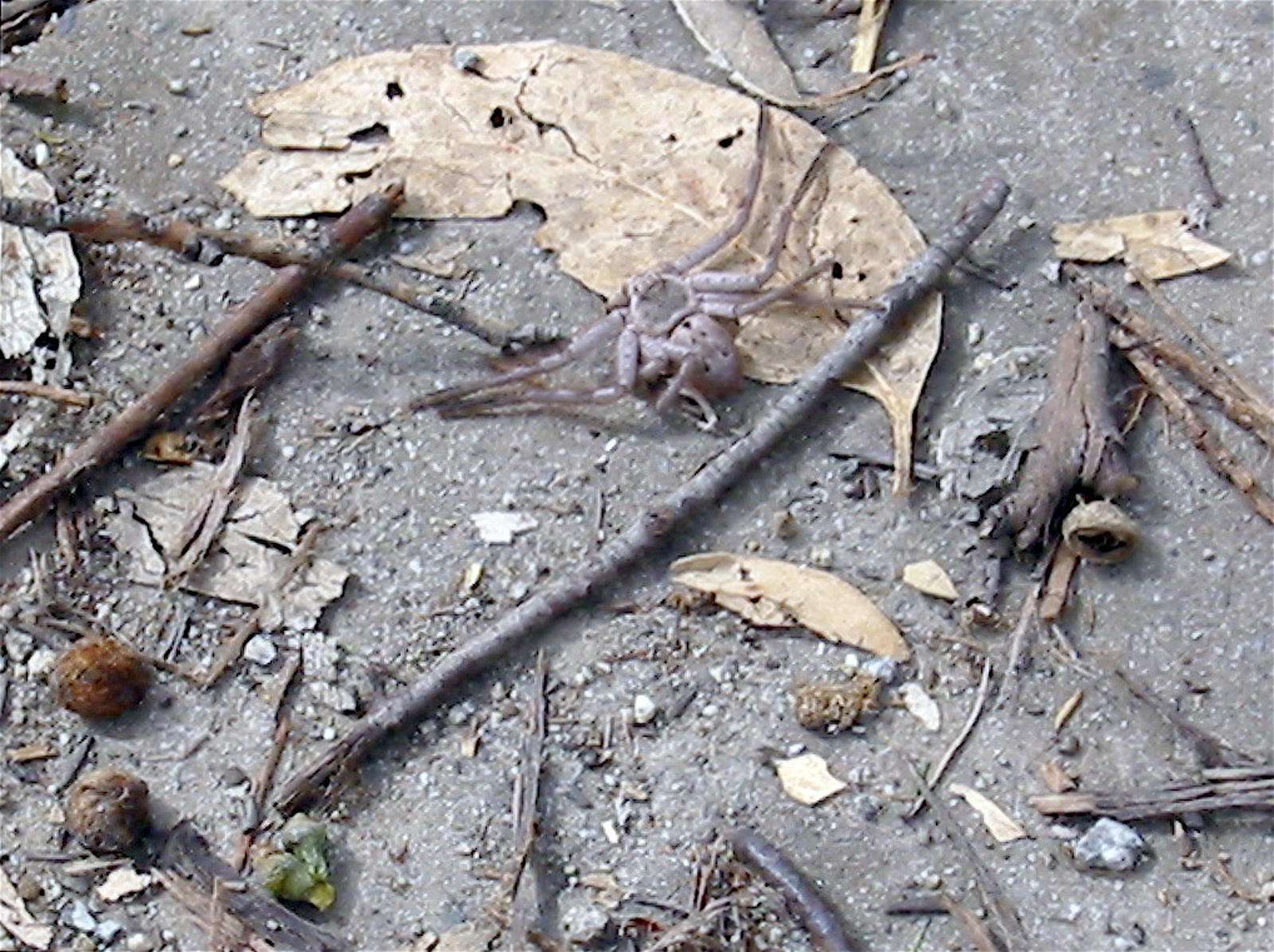
Delena cancerides

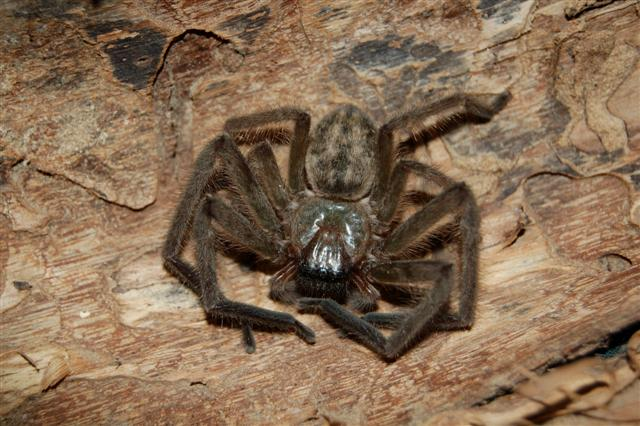
Delena cancerides

Les femelles mesurent jusqu'à 45 mm.

## Éthologie
Les araignées de cette espèce vivent en colonies qui peuvent atteindre 300 individus.

## Publication originale
- Walckenaer, 1837 : Histoire naturelle des insectes. Aptères. Paris, vol. 1, p. 1-682 (texte intégral).